# Кацина
Кацина (Katsina) — місто в Нігерії, столиця штату Кацина.
Основне населення міста — мусульмани, за національною ознакою в місті в більшості представлені народи Фульбе та Хауса.

## Клімат
Місто знаходиться у зоні, котра характеризується кліматом помірних степів та напівпустель. Найтепліший місяць — квітень із середньою температурою 31.7 °C (89 °F). Найхолодніший місяць — січень, із середньою температурою 21.7 °С (71 °F).
| Клімат Кацини           | Клімат Кацини | Клімат Кацини | Клімат Кацини | Клімат Кацини | Клімат Кацини | Клімат Кацини | Клімат Кацини | Клімат Кацини | Клімат Кацини | Клімат Кацини | Клімат Кацини | Клімат Кацини | Клімат Кацини |
| Показник                | Січ.          | Лют.          | Бер.          | Квіт.         | Трав.         | Черв.         | Лип.          | Серп.         | Вер.          | Жовт.         | Лист.         | Груд.         | Рік           |
| Абсолютний максимум, °C | 32            | 37            | 38            | 41            | 41            | 41            | 37            | 33            | 36            | 37            | 36            | 33            | 41            |
| Середній максимум, °C   | 22            | 27            | 30            | 33            | 33            | 31            | 28            | 27            | 28            | 29            | 26            | 23            | 28            |
| Середня температура, °C | 21            | 24            | 28            | 31            | 31            | 30            | 27            | 26            | 27            | 27            | 25            | 21            | 26            |
| Середній мінімум, °C    | 21            | 22            | 26            | 30            | 29            | 29            | 26            | 24            | 25            | 26            | 22            | 19            | 25            |
| Абсолютний мінімум, °C  | 8             | 12            | 16            | 21            | 20            | 21            | 20            | 20            | 18            | 17            | 11            | 10            | 8             |
| Норма опадів, мм        | 0             | 0             | 0             | 0             | 40            | 80            | 170           | 250           | 110           | 0             | 0             | 0             | 690           |
| ----------------------- | ------------- | ------------- | ------------- | ------------- | ------------- | ------------- | ------------- | ------------- | ------------- | ------------- | ------------- | ------------- | ------------- |
| Джерело: Weatherbase    |               |               |               |               |               |               |               |               |               |               |               |               |               |

## Історія
Місто Кацина, оточене мурами довжиною 21 км (13 миль), за переказами було засноване у XII столітті. У доісламський період правитель міста-держави, Саркі, наділявся сакральними функціями, йому приписували надприродні здібності.
У XVII—XVIII ст. Кацина була економічним центром хаусаленду, одне з найбільших хауських міст-держав. У XVIII столітті в місті була побудована мечеть, відома своїм мінаретом (мінарет гобірау) 50 футами в висоту, зроблена з глини та пальмових гілок.
У 1950-ті рр. в Кацині була створена перша в північних областях Нігерії середня школа за європейським зразком.

## Економіка
Місто є центром сільськогосподарського регіону, у якому виробляються земляний горіх бамбарький, бавовна, шкури, просо і сорго, також у місті є млини для виробництва арахісової пасти і сталеплавильне виробництво.